# 暗黒啓蒙

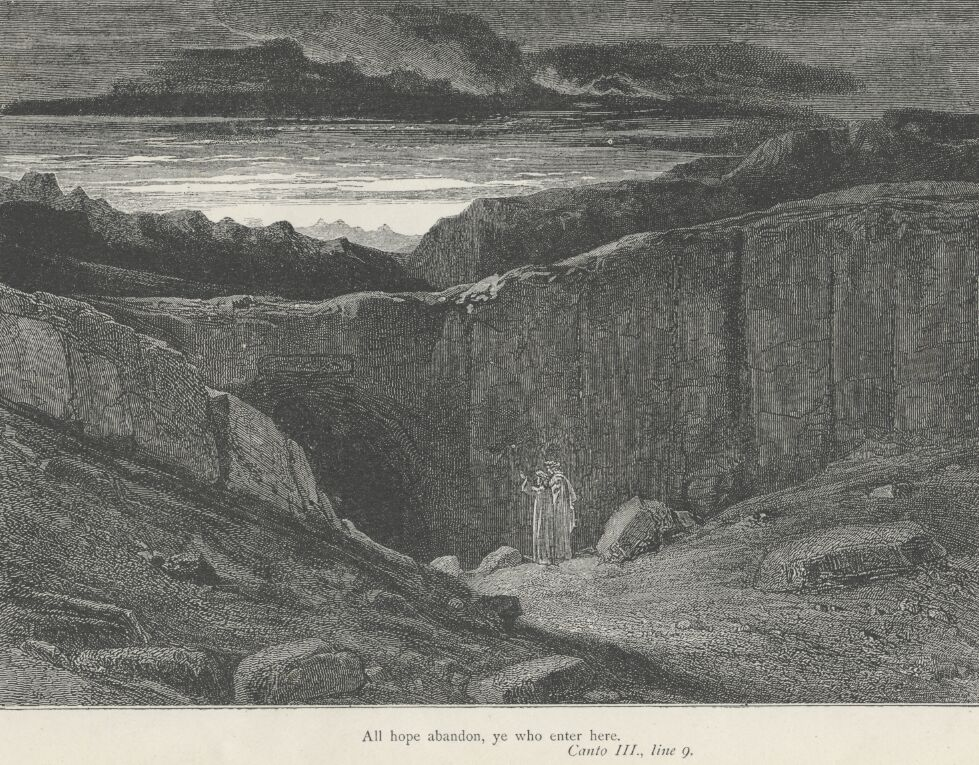
ダンテ『神曲』に登場する地獄の門。ギュスターヴ・ドレによる挿絵で、「この門をくぐる者は一切の希望を捨てよ」と記されている。

暗黒啓蒙（あんこくけいもう、英語: Dark Enlightenment、ダーク・エンライトメント）、または新反動主義運動（英: Neoreactionary Movement）は、啓蒙主義へのアンチテーゼを自称している、反民主主義的かつ反動的な運動である。支持者の間では新反動（英: Neoreaction）あるいは省略形のNRxとも呼ばれる。この運動は全般的に、平等主義を拒絶し、歴史はより大きな自由と啓蒙への必然的な進歩を示すという見解を否定しており、その意味でこれは「ホイッグ史観」に対するある種の反作用であると言える。

## 概要
この運動は、より古い社会構造や政府形態への回帰を望んでおり、君主制や他の形態の指導者、例えば合資（ジョイント・ストック）共和国の「新官房学的CEO」を支持する。それに伴う経済思想として、右派リバタリアニズム、保守主義、経済ナショナリズム的アプローチをとる。支持者は一般的に、ジェンダーや人種、移民などの問題に関して社会的に保守的な見解を支持する。
2013年の『TechCrunch』の記事では、「新反動主義」について、2000年代以降活発に活動している非公式な「ブロガーのコミュニティ」および政治理論家に適用される、あるいは彼らが自称する際に用いられる用語として説明している。スティーヴ・セイラーとハンス＝ヘルマン・ホッペが、この運動の「現代の先駆者」と言われており、新反動主義者はトーマス・カーライルやユリウス・エヴォラのような哲学者から影響を受けているとも言われている。
暗黒啓蒙はオルタナ右翼の先駆けと言われてきており、また何人かの批評家はこの運動を「ネオ・ファシスト」と分類している。2016年の『New York Magazine』の記事では、次のように記されている。「新反動にはさまざまな潮流が無数にあるが、おそらく最も重要なのはある種のポスト・リバタリアニズムの未来派である。彼らはリバタリアンがいかなる選挙にも勝つ見込みが無いことを認識して、権威主義的な政府形態を支持し、民主主義に反対している」。例えばカーティス・ヤーヴィンは、リバタリアン的民主主義とは「空飛ぶクジラや水力自動車のごとき端的な工学的矛盾」であると主張している。

## 中心的思想の要約
新反動主義運動の推進力の一部は、ニック・ランドの論文「暗黒啓蒙（The Dark Enlightenment）」で示されたように、ピーター・ティールのようなリバタリアンに由来する。同論文は、2009年4月の『Cato Unbound』の議論でリバタリアン思想家が自由と民主主義の両立性についていかに懐疑的な意見を表明したかについて触れている。

### 新官房学（neocameralism）とガバコープ（gov-corp）
ヤーヴィンが望むシステムは、フリードリヒ・ヴィルヘルム1世時代のプロイセンの官房学（Cameralism）にちなんで、新官房学（neocameralism）と名付けられた。これは、企業が国を所有するシステムであり、その会社はジョイント・ストック・カンパニーとして構成され、利益を最大化するためにCEOによって運営される。
ニック・ランドは、これを「No Voice, Free Exit」として繰り返し述べている。「もしガバコープ（gov-corp）が、その税金（主権的レント）に見合う価値を提供しない場合、顧客は顧客サービス部門に通知することができ、必要であれば、他の場所に移り住むことができる。ガバコープは、効率的で、魅力的で、活気があり、清潔で、安全な国、つまり顧客を引きつけることができるような国を運営することに集中するだろう」。
アナ・テイシェイラ・ピントは、ガバコープ・モデルの政治イデオロギーを、古典的リバタリアニズムの一形態であると説明している。「彼らは国家の権力を制限したいのではなく、民営化したいのだ」。
ピーター・ティールとパトリ・フリードマンは、外部の規制や法律から解放された領土を構築する1つの方法として、公海上に浮かぶ都市の建設を推進する組織であるSeasteading Institute（日: シーステディング・インスティチュート）を支持してきた。
新反動主義者のマイケル・ペリルークス（Michael Perilloux）は、ドナルド・トランプ大統領がアメリカ合衆国憲法を無効化して戒厳令を宣言し、政府をトランプ・オーガナイゼーションに置き換えることによって、より大きな権力を握ることを提案している。同様に、Googleのエンジニアであるジャスティン・タニーは、Googleの会長エリック・シュミットをアメリカのCEOに任命するよう嘆願書を配布した。

### 新反動主義と加速主義
一部の新反動主義の未来派は、国家を打ち負かすために技術の使用に焦点を当てている。例えば、少数の者が国家の絆から自由になるために超知能的ヒューマン・コンピュータハイブリッドに進化する、というトランスヒューマニスト的加速主義が提案されていて、優生学の支持者、マイケル・アニシモフ（Michael Anissimov）がこのような考えの提唱者の一人である。マーク・オコンネル（Mark O'Connell）によれば、アニシモフは「近年、どうやら白人至上主義者とシンギュラリティが交差する市場を独占し」、そして「トランスヒューマニスト運動からの不可触民のようなものになった」。アニシモフは、すべての人間が平等に創造されているという考えを拒否して、既存の人種の間に知性の格差がすでに存在し、トランスヒューマン技術が権力のさらなる格差を生み出すと考えている。彼は、貴族主義体制は民主主義体制や共産主義体制よりも財政的に安定しており、無駄が少ないと主張している。

### カテドラル（大聖堂）
カテドラル（大聖堂）とは、現在、政治権力や影響力を持った諸機関が集約され、国を支配しているものである。Greg Olearは「カテドラル」を「ジャーナリズムとアカデミア」を合わせたものを指す簡潔な表現、すなわち、現代社会の中心にある知的機関であり、中世社会における教会の役割に相当するとしている。
ヤーヴィンは「カテドラル」の謎は、現代世界の正統かつ権威ある知的機関が、中央集権的な組織的つながりがないにもかかわらず、まるで単一の組織構造であるかのように振る舞うことにあるとしている。ヤーヴィンはカテドラルについて以下のように説明している。
- 複数の機関から構成されながら、単一の存在として振る舞う。
- 全体を俯瞰できる単一の明確な教義または視点を有する。
- その教義は静的ではなく、進化する。進化の方向性は予測可能なものであり、進化に伴い、カテドラル全体が共に動く。
- カテドラルの構成要素であるアカデミズムとジャーナリズムが主権者である。アカデミズムだけが政策を策定でき、ジャーナリズムだけが政府の説明責任を保持できるためである。
- よって現代世界はアカデミズムとジャーナリズムの組み合わせによって支配されている。

2021年、ヤーヴィンはFox Newsの「タッカー・カールソン・トゥデイ」に出演し、米国のアフガニスタンからの撤退と、彼が「大聖堂」と呼ぶ概念について議論した。
新右翼の思想的指導者であるマイケル・アントンも「カテドラル」を認識しており、それを軽蔑しているとされる。ただし、彼はカテドラルをアカデミアとジャーナリストに限定していない。かれは「私たちが名目上選出する人々は、真の権力を持っていない」と主張する。「アメリカの真の支配者は、私たちが投票する憲法上の役人ではない...彼らは、選挙で選ばれていない官僚、回転ドア式の内閣および次官、企業・テクノロジー・金融の上級管理職、『許容される意見』の境界を設定する『専門家』、そしてその境界を監視するメディア関係者のネットワークである。」。
ヒルズデール大学の教授であるケビン・スラックは、「カテドラル」をさらに広く捉えている。彼は、「定着した官僚組織、軍、メディア、政府支援企業の多くを含むコスモポリタン階級全体」を非難している。これは「ディープステート」の言い換えである。

## 歴史と語源
ディラン・マシューズ（Dylan Matthews）によれば、新反動は人種主義、伝統主義および孤立主義的観点からなされた旧保守主義の議論に依拠しており、旧保守主義者たちが持つ、主流派が自らを潰そうとしているという信念に基づいている。この2つの運動の違いは、旧保守主義者はより宗教的であり、合衆国憲法と共和国の理念をより信じていることである。リック・サール（Rick Searle）は、フリードリヒ・ニーチェ、フョードル・ドストエフスキー、シャルル・モーラス、ヴィルフレド・パレートのような19世紀後半の人物と新反動主義者たちの間に類似点を見出している。またジョージ・オーウェルも、1943年に『Tribune』に掲載されたコラム「As I Please」で「新反動的」という用語を使用した。
2007年と2008年に、カーティス・ヤーヴィンはメンシウス・モールドバグ（Mencius Moldbug）という筆名で、暗黒啓蒙的思考へと発展する発想を明確にした。ヤーヴィンの諸理論は後にニック・ランドの主題となり、ランドは「暗黒啓蒙（Dark Enlightenment）」という言葉を、まさにこの語を冠する彼の随筆の中で造語した。「暗黒啓蒙」という言葉は、啓蒙（Enlightenment）によって得られたとされる知識にまつわる言葉遊びである。ランドは次のように述べる。「進歩的な啓蒙主義が政治的理想を見出すところで、暗黒啓蒙は食欲を見る」。これは、（民主主義における）主権の傾向は社会を食い物にすることだという見解である。
ヤーヴィンはもともと彼のイデオロギーを形式主義（英: Formalism、法的形式主義からヒントを得た用語）と呼んでいたが、アーノルド・クリング（Arnold Kling）は2010年7月にモールドバグとその仲間の立場を説明するために「新反動主義者（The Neo-Reactionaries）」という用語を使用した。アダム・リッジオ（Adam Riggio）によれば、新反動主義運動の萌芽は「LessWrong」のコミュニティページに見られた。『Social Matter』は、新反動のための主要なオンライン出版物および思考機械である。
新反動主義者たちは記者のインタビューの要求をしばしば断り、合意の捏造者としてのジャーナリストが宿命の敵であると説明してきた。『The Atlantic』の政治部記者ロジー・グレイ（Rosie Gray）が新反動の指導者たちにインタビューしようとしたとき、ヤーヴィンは代わりに「ホワイトハウスにいる私のカットアウト／セルリーダーに直接話しかけたらどうか」と提案した。これは、ヤーヴィンがホワイトハウスの最高戦略責任者であるスティーヴ・バノンと関係があるという、大々的に報道されているが裏付けのない噂への皮肉な言及である。一方、ニック・B・スティーヴズ（Nick B. Steves）は記者に対して、「IQが115の人々は一般にIQが160の人々の考えていることを要約するのに十分な知性を備えられていない」ので、新反動について書くのは不適当である、と述べた。
新反動主義者の文章、特にヤーヴィンとランドによるものは、冗長で密度が濃く、超然として「エッジが効いている」ため、難解過ぎて自ら読者を遠ざけていると言われることがある。
ライアン・サマーズ（Ryan Summers）によれば、新反動主義者の用いるイメージには、戦車、宇宙船、ギリシャの神々、銃を持った兵士など、男性が抱く超男性的な観念が溢れている。

## 他の運動との関係

### オルタナ右翼との関係
暗黒啓蒙は、オルタナ右翼の初期の潮流、あるいはその中でも最も理論志向が強い一派だと考える者もいる。特に、ニック・ランド的な思想を持つ哲学者のジェイソン・レザ・ジョルジャニは、「AltRight.com」を共同設立し、2016年には白人至上主義者のリチャード・B・スペンサーが主催した国家政策研究所の会議で講演を行っている。一部の批評家はまた、暗黒啓蒙を「ネオファシスト」または「ファシズム的地点への資本主義の加速」とラベル付けしているが、ファシズムは「大衆の反資本主義運動である」ため、この評価は不正確であるとランドは主張している。ランドは次のように述べる。
ジャーナリストで評論家のジェームズ・カーチックは次のように述べている：「新反動主義的思想家は大衆を軽蔑し、ポピュリズムと人々をより一般的に軽蔑すると主張しているが、彼らと他のオルタナ右翼の共通点は、彼らの哀れなほど人種差別的な要素、共有された厭世主義、そして支配的エリートの不始末に対する憤りである」。デュースターバーグ（Duesterberg）は次のように述べる。「原則として、オルタナ右翼は散在しており、匿名かつ曖昧である。興味深い比喩にならって言えば、彼らは「インターネットの暗い片隅」で蠢いている。それとは対照的に、新反動は一極集中しており、公然としている。すなわち、これが啓蒙された暗黒ということである」。
学者のアンドリュー・ジョーンズは、2019年の論文で、暗黒啓蒙が「オルタナ右翼の政治イデオロギーを理解するための鍵である」と仮定した。ジョーンズは、「情動理論の使用、近代性に対するポストモダン的批判、そして真理の体制を批判することへの執着」が、「新反動主義の根本であり、他の極右理論と区別するものである」と述べている。さらに、ジョーンズは、暗黒啓蒙が、伝統的な経験主義的アプローチとは対照的に、美学、歴史、哲学に固執している点が、関連する極右イデオロギーとの違いであると主張している。
歴史家のジョー・マルホールは、ガーディアン紙への寄稿で、ニック・ランドを「極めて極右的な思想を広めている」と評した。新反動主義のオンラインでの影響力は限定的であるにもかかわらず、マルホールは、このイデオロギーが「オルタナ右翼への流入経路として、そしてオルタナ右翼の重要な構成要素として機能した」と考えている。

### ネオファシズムとの関係
歴史家のアンジェラ・ディミトラカキとハリー・ウィークスは、暗黒啓蒙をネオファシズムと結びつけている。彼らは、ニック・ランドの「資本主義的終末論」が、ファシズムの至上主義理論に支えられていると説明している。ディミトラカキとウィークスは、ランドの著書『暗黒啓蒙』が、「ヤーヴィン／モールドバグのブログ『無限定の留保』に理論的な専門用語を注入した」と述べている。

### 美術への影響
美術史家のスヴェン・リュティッケンは、暗黒啓蒙の理論が現代アート界に与えた影響について、ニック・ランドの概念の人気が、ニューヨークやロンドンの特定のアートセンターを、トレンディなファシズムに寛容なものにしたと述べている。

## 批判
新反動への批判の一つとして、進歩主義の成果に対するその悲観的評価は、これまでに得られた多くの進歩を退けている、というものがある。そうした進歩の例としては、女性、人種的少数派、同性愛者がより大きな自由を得たこと、高齢者および失業者のための安全性の向上、貧困層による医療へのアクセスの向上、世界の貧困の大幅な減少、大気質の改善、宗教的寛容と人種的統合の進展、犯罪率の低下、そして1945年以後の世界大戦の不在などが挙げられる。彼らはまた、人口の40パーセントが非白人からなるロンドンの文化と、EUにおける高水準の生活と大陸の平和に注意を向ける。別の批判者は、主権国家が持ちうる経済的な自立は、世界の製造業のパターンによって制限されるという点を指摘する。
暗黒啓蒙の悲観的評価は経済的データによって支持されていないと感じた一部の批評家は、灰色啓蒙（Grey Enlightenment）を形成した。
ライアン・T・サマーズ（Ryan T. Summers）はこう述べている。「ほとんどの場合、新反動主義者は他のオルタナ右翼ほどには反ユダヤ主義的見解を強調していない」。